# Shunsuke Iwanuma
Shunsuke Iwanuma (岩沼 俊介, Iwanuma Shunsuke) est un footballeur japonais né le 2 juin 1988 à Maebashi. Il évolue au poste de milieu de terrain.

## Biographie
Shunsuke Iwanuma commence sa carrière professionnelle au Consadole Sapporo. Il joue son premier match en championnat (J-league 2) lors de l'année 2009.
En 2012, il découvre la 1re division japonaise, disputant 30 matchs en championnat lors de cette saison.